# Bankia (Sofía)
Bankia o Bankya (en búlgaro: Банкя; antiguo Banki) es una ciudad y al mismo tiempo distrito de Sofía, Provincia de Sofía-Ciudad, Bulgaria occidental.
Se encuentra al pie del monte Liulin, cerca de la carretera internacional Belgrado-Estambul, conocida en la antigüedad como Via Militaris (o Via Diagonalis).

## Geografía
Se encuentra a una altitud de 637 m s. n. m. y a una distancia de 18 km de la capital nacional, Sofía.

## Demografía
Según estimación de 2012 contaba con una población de 9 187 habitantes.
|         | 2004  | 2005  | 2006   | 2007  | 2008  | 2009  | 2010   | 2011  |
| Mujeres | 4 615 | 4 752 | 7 165  | 4 883 | 4 949 | 5 013 | 5 124  | 5 688 |
| Varones | 4 508 | 4 623 | 6 835  | 4 779 | 4 839 | 4 880 | 5 002  | 5 414 |
| Total   | 9 123 | 9 375 | 14 000 | 9 662 | 9 788 | 9 893 | 10 126 | 11102 |